# 2019 SS149
2019 SS149 est un objet transneptunien, considéré comme objet détaché ayant un aphélie à plus de 200 unités astronomiques.